# Municipio de Calvin (Míchigan)
El municipio de Calvin (en inglés: Calvin Township) es un municipio ubicado en el condado de Cass en el estado estadounidense de Míchigan. En el año 2010 tenía una población de 2037 habitantes y una densidad poblacional de 22,12 personas por km².

## Geografía
El municipio de Calvin se encuentra ubicado en las coordenadas 41°51′22″N 85°55′20″O / 41.85611, -85.92222. Según la Oficina del Censo de los Estados Unidos, el municipio tiene una superficie total de 92.08 km², de la cual 88,93 km² corresponden a tierra firme y (3,41 %) 3,14 km² es agua.

## Demografía
Según el censo de 2010, había 2037 personas residiendo en el municipio de Calvin. La densidad de población era de 22,12 hab./km². De los 2037 habitantes, el municipio de Calvin estaba compuesto por el 73,69 % blancos, el 18,7 % eran afroamericanos, el 0,64 % eran amerindios, el 0,59 % eran asiáticos, el 0,54 % eran de otras razas y el 5,84 % eran de una mezcla de razas. Del total de la población el 1,42 % eran hispanos o latinos de cualquier raza.